# روب كلفن
روب كلفن (بالإنجليزية: Rob Kelvin)‏ هو مذيع أسترالي، ولد في 20 سبتمبر 1944 في أديلايد في أستراليا.